# Fernando Donis
Fernando Donis est un architecte mexicain et néerlandais.